# Родриго Евија (Порторико)
Родриго Евија (шп. Rodríguez Hevia) град је у америчкој острвској територији Порторико, острвској држави Кариба.

## Демографија
По попису из 2010. године број становника је 325.
| Група             | 2000.    | 2010.       |
| Белци             | 0 (0,0%) | 1 (0,3%)    |
| Афроамериканци    | 0 (0,0%) | 30 (9,2%)   |
| Азијати           | 0 (0,0%) | 0 (0,0%)    |
| Хиспаноамериканци | 0 (0,0%) | 323 (99,4%) |
| Укупно            | 0        | 325         |